# Liga Hanseática
La Liga Hanseática, o simplemente la Hansa —del alemán Hanse, lit. ‘guilda’ (en bajo alemán medio, Düdesche Hanse, Hansa; en alemán: Hanse; en latín: Hansa Teutonica)—, fue una federación comercial y defensiva de comunidades de comerciantes alemanes en el mar Báltico y de ciudades que ahora se encuentran en los Países Bajos, del norte de Alemania, Suecia, Polonia, Letonia y Estonia. La lingua franca usada a lo largo de toda la Liga Hanseática fue el bajo alemán medio. Tenía su sede en Lübeck.
Entre las ciudades hanseáticas había ciudades portuarias de las regiones costeras así como ciudades situadas a lo largo de importantes ríos del interior. A través del libre comercio y de una burguesía empresarial, muchas de estas ciudades lograron un alto nivel de prosperidad, algunas de las cuales siguen mostrando valiosas características culturales y arquitectónicas.
La Liga comenzó como un conjunto de grupos de comerciantes alemanes vagamente asociados y varias ciudades con el objetivo de ampliar sus intereses comerciales mutuos, incluida la protección contra el robo. Con el tiempo, estos acuerdos evolucionaron hasta convertirse en la Liga Hanseática, que ofrecía a los comerciantes privilegios de peaje y protección tanto en el territorio afiliado como en sus rutas comerciales. La creciente interdependencia económica y las conexiones familiares entre influyentes familias de mercaderes condujeron a una mayor integración política y a la eliminación de las barreras comerciales. Este proceso gradual también vio la aparición de normativas comerciales estandarizadas entre las ciudades Hanseáticas.
Durante su apogeo, la Liga Hanseática dominó el comercio marítimo en el Mar del Norte y el Mar Báltico. Estableció una red de puestos comerciales en numerosos pueblos y ciudades, entre los que destacan los Kontors de Londres (conocidos como Steelyard), Brujas, Bergen y Nóvgorod, que se convirtieron en entidades extraterritoriales que gozaban de una considerable autonomía jurídica. Los mercaderes hanseáticos, denominados comúnmente Hansards, operaban en empresas privadas básicas y eran ampliamente conocidos por su acceso a una gran variedad de productos básicos, y gozaban de privilegios y protecciones en el extranjero. El poder económico colectivo hizo que la Liga fuera capaz de imponer bloqueos e incluso hacer la guerra a reinos y principados.
Incluso en su apogeo, la Liga Hanseática no pasó de ser una confederación de ciudades-estado. Carecía de un órgano administrativo permanente, un tesoro y una fuerza militar permanente. En el siglo XIV, la Liga Hanseática instauró una dieta, llamada [[Hansetag|Hansetag]], que funcionaba sobre la base de la deliberación y el consenso. A mediados del siglo XVI, estas débiles conexiones dejaron vulnerable a la Liga Hanseática, que se fue deshaciendo gradualmente a medida que sus miembros se consolidaban en otros reinos o se marchaban, desintegrándose finalmente en 1669.

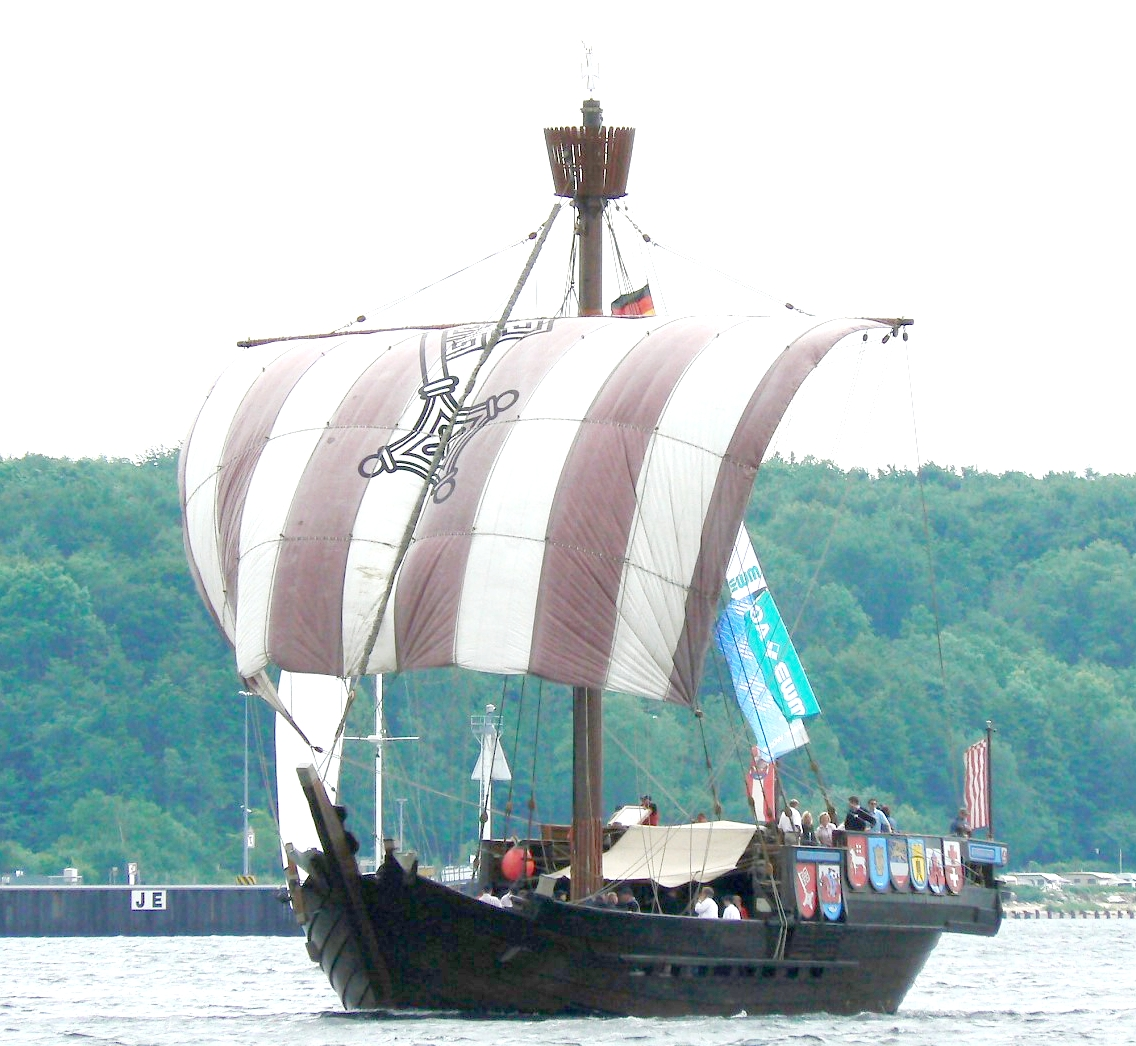
Ubena von Bremen, una réplica del Bremen cog.

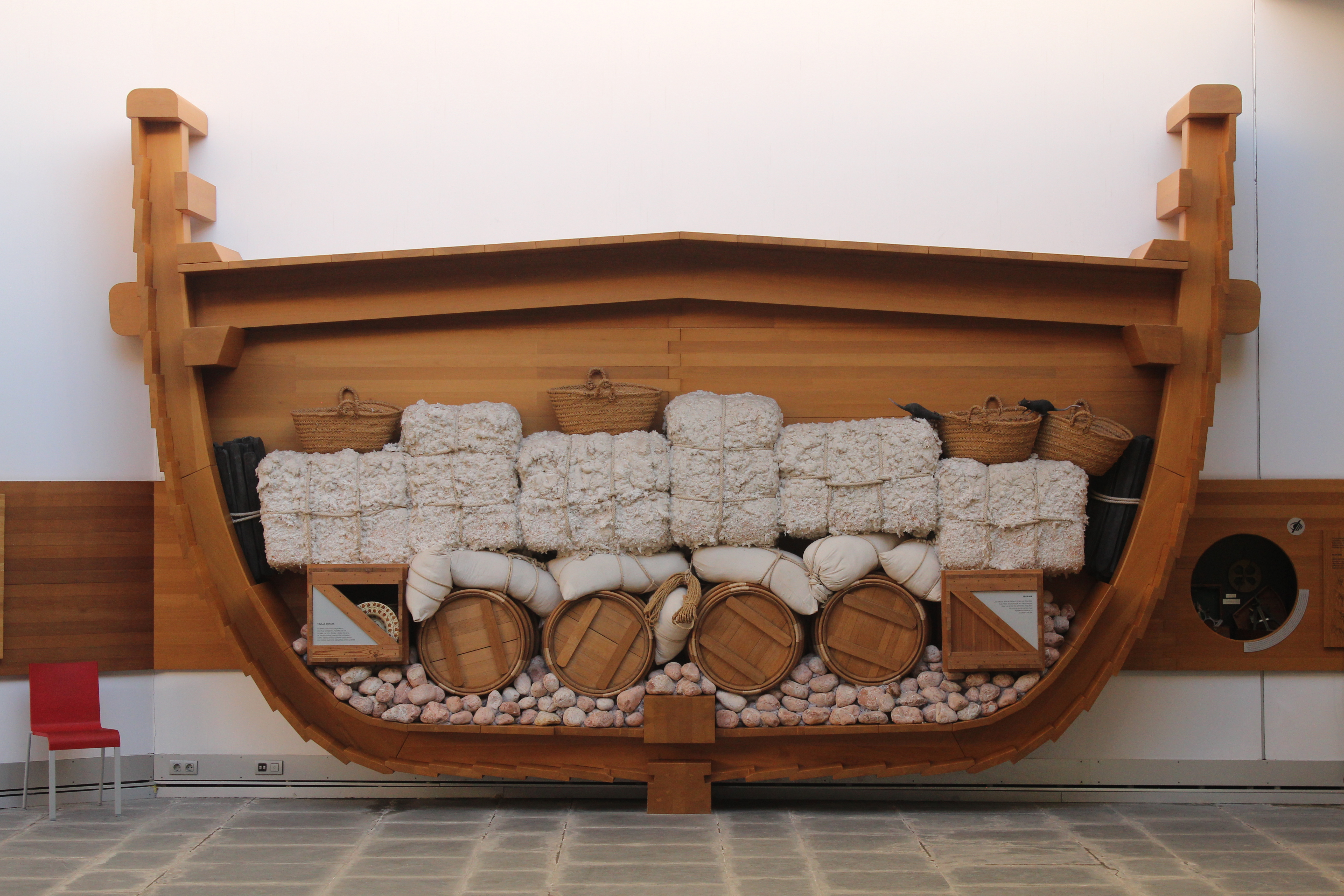
Réplica a escala real de la sección transversal de un barco medieval.

La Liga Hanseática utilizaba diversos tipos de barcos para viajar por mares y ríos. El tipo más emblemático era la coca (cog). De construcción muy diversa, se representaba en sellos y escudos hanseáticos. A finales de la Edad Media, la coca fue sustituida por otros tipos como el hulk, que más tarde dio paso a tipos más grandes de carvel.

## Historia

### Antecedentes

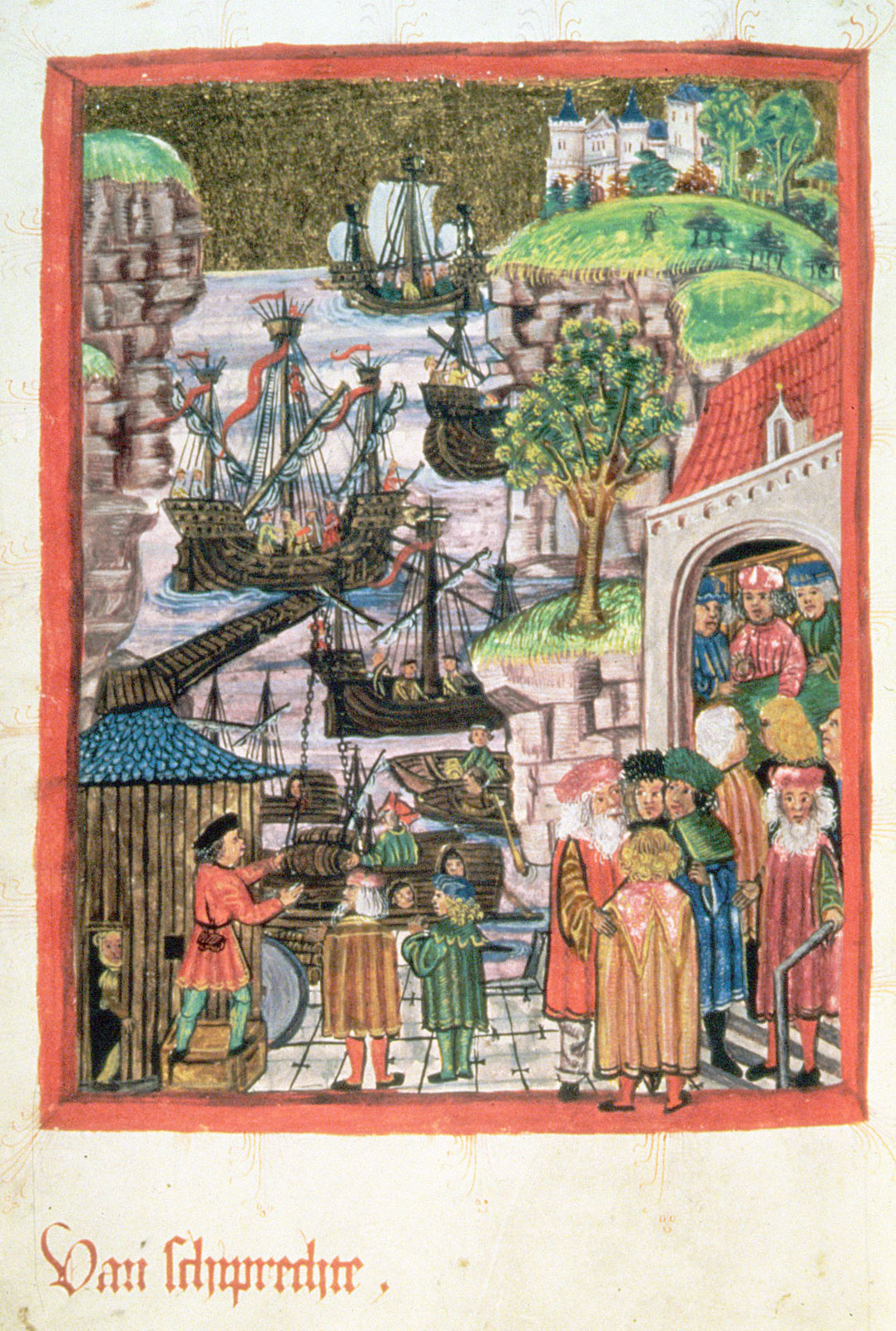
Una ilustración de un puerto-mercado hanseático, representando el comercio marítimo como eje económico y social de la sociedad.

Las expediciones comerciales, razzias y la piratería eran ya frecuentes en el Báltico desde la época vikinga. Por ejemplo, los marineros de la isla de Gotland habían llegado remontando ríos hasta la ciudad rusa de Nóvgorod, un importante nodo comercial que lo enlazaba con la ruta comercial de los varegos a los griegos y la ruta comercial del Volga. Otros focos comerciales y marítimos en dicho mar incluían Birka, Haithabu y Schleswig. En particular, el istmo de Schleswig era usado para intercambios entre los mercaderes del oriente del Báltico (Gotland, suecos, daneses, rusos) y del Occidente del mismo (sajones y frisios). Las dimensiones de la actividad económica en la zona fueron sin embargo reducidas hasta el ascenso de la Liga.
Durante el renacimiento del siglo XII, sin embargo, se produjo un fuerte desarrollo de la actividad comercial en Europa. Ciudades flamencas o imperiales como Colonia recibieron privilegios comerciales en el mar del Norte. En el Báltico, los mercaderes alemanes ya tenían contactos en ambas orillas gracias a las relaciones eclesiásticas históricas que la arquidiócesis de Bremen había generado. En la segunda mitad del siglo XII y el comienzo del XIII se fundaron numerosas ciudades en el norte de Alemania con acceso al Báltico: Lübeck en 1158, Rostock, Wismar, Stralsund, Greifswald, Stettin, Danzig o Elbing. En estas ciudades la burguesía se instaló rápidamente en el poder. Las ciudades teutonas lograron dominar el comercio en el Báltico con sorprendente velocidad, y en el siguiente siglo Lübeck fue el nodo central de todo el comercio marítimo que unía las zonas del mar del Norte y el mar Báltico. 
En paralelo al desarrollo urbano, tuvo también lugar una innovación técnica: la introducción de la coca en el XII. Esta tipología de embarcación dominó el comercio en los mares del Norte y Báltico durante dos siglos. Aunque con un rango de variación en materiales, tamaño y defensas, la embarcación se adaptaba bien a la navegación tanto en mar como en las arterias fluviales de entrada a algunos puertos del norte de Europa.

### Fundación
Los historiadores sitúan generalmente los orígenes de la Liga en la ciudad alemana de Lübeck, fundada a orillas del Báltico en 1158-1159 por Enrique el León, duque de Sajonia, tras arrebatarle el área a Adolfo II, conde de Schauenburg  y Holstein. Lübeck se convirtió en una base para los mercaderes de Sajonia y Westfalia, desde la cual podían ir hacia el este y el norte. Bastante antes de que el nombre Hansa apareciera en un documento (1267), los mercaderes residentes en las ciudades comenzaron a fundar gremios con la intención de comerciar con poblaciones allende los mares, especialmente en las zonas menos desarrolladas del Báltico, fuentes de madera, cera, ámbar, resinas, pieles, centeno y trigo, desde las zonas interiores a los puertos.
En aquellos momentos, Visby funcionaba como el principal centro comercial en el Báltico antes de la Hansa. Durante cien años los vikingos rusos navegaron bajo la bandera de Gotland a Nóvgorod, llegando los comerciantes de Visby a establecer sucursales en la ciudad rusa. Los mercaderes alemanes comenzaron en sus instalaciones de Gutagard, pero a medida que su número crecía, instalaron con la ayuda de los de Gotland sus propias oficinas en Petershof, más allá del río.
Los gremios (Hansa, en alemán de la época) trabajaron entonces para adquirir privilegios para sus miembros. Por ejemplo, los mercaderes de Colonia convencieron al rey Enrique II de Inglaterra para otorgarles en 1157 privilegios especiales y derecho a comerciar en Londres, así como exenciones de peajes. La «Reina de la Hansa», Lübeck, donde los mercaderes embarcaban bienes hacia el mar del Norte y el Báltico, ganó el estatus de «ciudad imperial libre» en 1227, siendo la primera al este del río Elba en gozar de tal privilegio. Lübeck, que tenía acceso a los caladeros de ambos mares, formó una alianza en 1241 con Hamburgo, otra ciudad mercantil que controlaba el acceso a las rutas de la sal de Luneburgo. Los nuevos aliados controlaban el tráfico de pescado en salazón, especialmente en el mercado de Escania, y Colonia con el tiempo se unió a la coalición pasando a ser miembro del Hansetag, la dieta de la Liga, en 1260. 
La unión Lübeck-Hamburgo logró firmar en 1252 unos tratados comerciales con Flandes. De este modo, Brujas, principal ciudad de Flandes, figuró en forma destacada en el desarrollo de la Liga Hanseática. Rostock y Wismar también concluyeron una alianza con Lübeck en 1259, con el objeto de emprender acciones comunes contra los bandidos y piratas. En 1266 Enrique III de Inglaterra dio permiso a los mercaderes de Lübeck y Hamburgo para operar en Inglaterra, y estos se unieron a la Hansa de Colonia en 1282 para formar la colonia de mercaderes alemanes más poderosa en Londres.
El desarrollo de la cooperación comercial vino como consecuencia de la fragmentación política y territorial que creaba inseguridad e inestabilidad comercial. En los siguientes 50 años, la Liga Hanseática emergió como un conjunto de acuerdos de cooperación y confederación para colaborar en las rutas marítimas hacia Occidente y Oriente. La dirección central recayó en Lübeck, reuniéndose allí la primera dieta en 1356 y adquiriendo la Liga una estructura oficial en lo que se considera como su fecha de fundación.

### Expansión

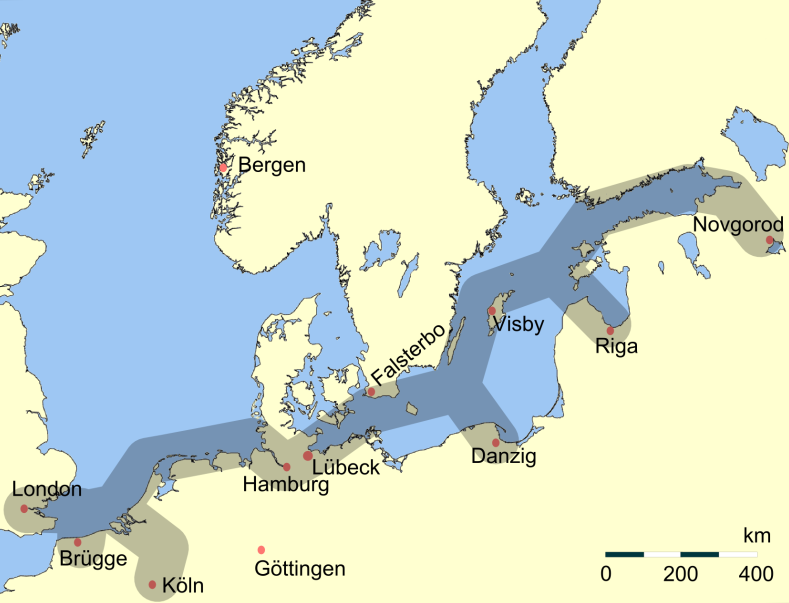
Principales rutas de comercio de la Liga Hanseática.

La privilegiada situación de Lübeck en el Báltico le proporcionó acceso a las rutas que iban a Escandinavia y la República de Nóvgorod, haciéndola un competidor directo de los escandinavos por los principales mercados bálticos. Un tratado con la ciudad de Visby puso fin a la competencia por el control de las rutas comerciales y dio acceso a los mercaderes de Lübeck al puerto interior de Nóvgorod, centro de la República de Nóvgorod, donde establecieron un puesto comercial o Kontor ("oficina" en sueco moderno). Otras alianzas se forjaron a lo largo del Sacro Imperio Romano Germánico. La Liga nunca fue una estructura muy unida y las asambleas se celebraron desde 1356 en Lübeck de forma irregular, mediante el Hansetag, al que muchas ciudades preferían no mandar representantes. Con el tiempo, la red de alianzas creció hasta incluir entre 70 y 170 ciudades. la Liga Hanseática no tenía una moneda común en el sentido de una moneda única emitida por la propia liga. Sin embargo, sí desarrollaron un sistema de pesos y medidas común, y utilizaron diferentes monedas, algunas de ellas con valor estandarizado, para facilitar el comercio entre sus ciudades miembro.
La Liga logró establecer más kontors en Brujas (Condado de Flandes, hoy en día Bélgica), Bergen (Noruega) y Londres (Inglaterra). Estos puestos comerciales fueron importantes enclaves. Además de estos grandes kontors, había ciudades hanseáticas que tenían un representante y almacenes en ciudades como Boston (Lincolnshire), Bristol, Bishop's Lynn (hoy King's Lynn), única que permanece hoy en día, Hull, Ipswich, Norwich, Yarmouth (hoy Yarmouth) y York.

#### Colonización germana del Báltico

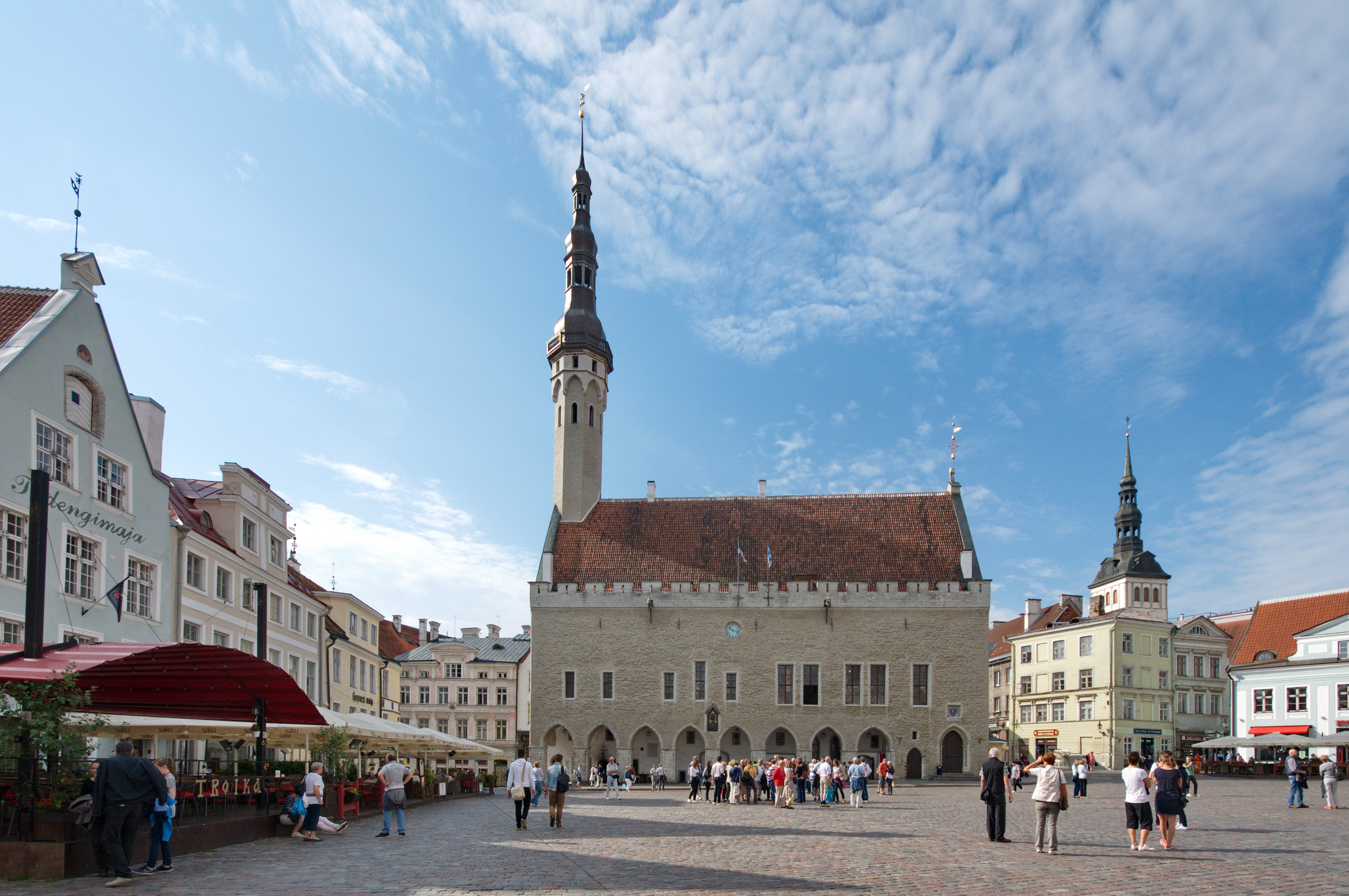
Ayuntamiento de Reval (actual Tallin, Estonia).

Con el tiempo las antiguas ciudades eslavas se expandieron y se fundaron nuevas ciudades germanas en el este del mar Báltico, como es el caso de Danzig (Gdánsk), Elbing (Elblag), Thorn (Toruń), Reval (Tallin), Riga y Dorpat (Tartu), todas ellas bajo la Constitución de Lübeck que remitía todos los asuntos legales al consejo municipal y la ley de Lübeck. Antes de fundarse la Liga Hanseática en 1358, el término Hansa era desconocido en el Báltico, pues los mercaderes de Visby usaban el término varjag (varego).
Colonos germanos, bajo la estricta supervisión de la Liga, fundaron numerosas ciudades hanseáticas como Reval (Tallin), Riga y Dorpat (Tartu), muchas de las cuales aún conservan edificios de la época con el característico estilo hanseático. Livonia, que abarcaba partes de las actuales Estonia y Letonia, tuvo su propia dieta (llamada simplemente Parlamento en la Liga), al pertenecer todas sus ciudades importantes a la misma. El lenguaje principal en el comercio pasó a ser el Mittelniederdeutsch (Bajo Alemán Medio), un dialecto de gran impacto en las regiones costeras involucradas en el comercio, especialmente en las principales lenguas escandinavas.

### Cénit

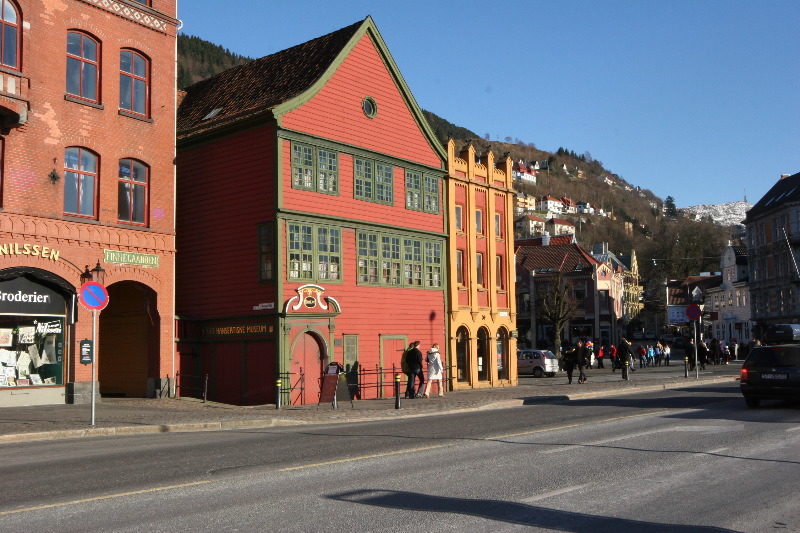
Museo Hanseático en Bergen (Noruega).

La Liga tenía una estructura fluida pero sus miembros compartían ciertas características. Ante todo, eran ciudades libres que habían obtenido tal privilegio debido al creciente poder de la Liga. A pesar de todo, sus libertades eran limitadas: lo que en Alemania significaba que rendían cuentas al emperador, sin ningún intermediario nobiliario, y en el resto de los países gozaban de figuras jurídicas similares. La segunda característica era su localización estratégica en las rutas comerciales. De hecho, en la cima de su poder a finales de la primera década del siglo XIV, los mercaderes de la Liga lograron intervenir con éxito por su poder económico y militar (los convoyes marinos iban fuertemente escoltados) en la política imperial.
La Liga comerciaba principalmente con madera, pieles, resina, miel, centeno y trigo desde el Oeste a Flandes e Inglaterra, y con ropa y productos manufacturados al regreso. También se importaban desde Suecia minerales, como el cobre y el hierro.
Bremen y Danzig se afiliaron a la asociación Lübeck-Hamburgo y fueron seguidas por varias ligas, una de las cuales agrupaba ciudades de Westfalia, la zona del Rin y los Países Bajos, y otra la constituían ciudades prusianas, lituanas y estonias. La federación, denominada Hansa en 1343, pronto incluyó alrededor de 90 ciudades.
Entre 1361 y 1370 la Liga estuvo en guerra con Dinamarca. En este contexto la ciudad hanseática de Visby fue capturada por los daneses en 1361, lo cual hizo que la capital comercial de la liga se trasladara a Lübeck (que ya era de facto su capital administrativa). Dinamarca fue forzada en 1370 a pagar indemnizaciones y ceder territorios, lo cual incrementó el poder de la Liga. En el siglo siguiente, la Liga creó nuevos centros mercantiles y de civilización en la Europa del Norte, se desarrollaron la agricultura y las técnicas industriales y se construyeron canales y carreteras. La Liga estaba gobernada democráticamente por la Hansetag, formada por delegados de las ciudades miembros, pero que no logró crear un gobierno centralizado, lo que al parecer de algunos contribuyó con el paso del tiempo a su colapso. Este modelo de gestión es considerado precursor de lo que hoy se conoce como decisión por consenso. 
El poder de la Liga fue creciendo: entre 1368 y 1370 los buques de la Hansa, unidos en la Confederación de Colonia, libraron una guerra contra Dinamarca y forzaron al rey Valdemar IV a garantizarles el 15 % de los beneficios del comercio danés en el Tratado de Stralsund de 1370, además de un monopolio en Escandinavia. Asimismo se emprendieron vigorosas campañas contra la piratería. Entre 1392 y 1440 el comercio marítimo se había visto amenazado por los ataques de corsarios que incluían a daneses, suecos, ingleses, y los hermanos de las vituallas (una hermandad de corsarios contratados en 1392 por Albrecht de Mecklemburgo para atacar a la reina Margarita I de Dinamarca). El 1426, el rey danés Erico de Pomerania instauró los peajes del Sund, rompiendo con los acuerdos alcanzados en la Paz de Stralsund y provocando una guerra, en la que la Liga Hanseática se aliaría con Holstein contra la Unión de Kalmar y sus aliados neerlandeses e ingleses. 

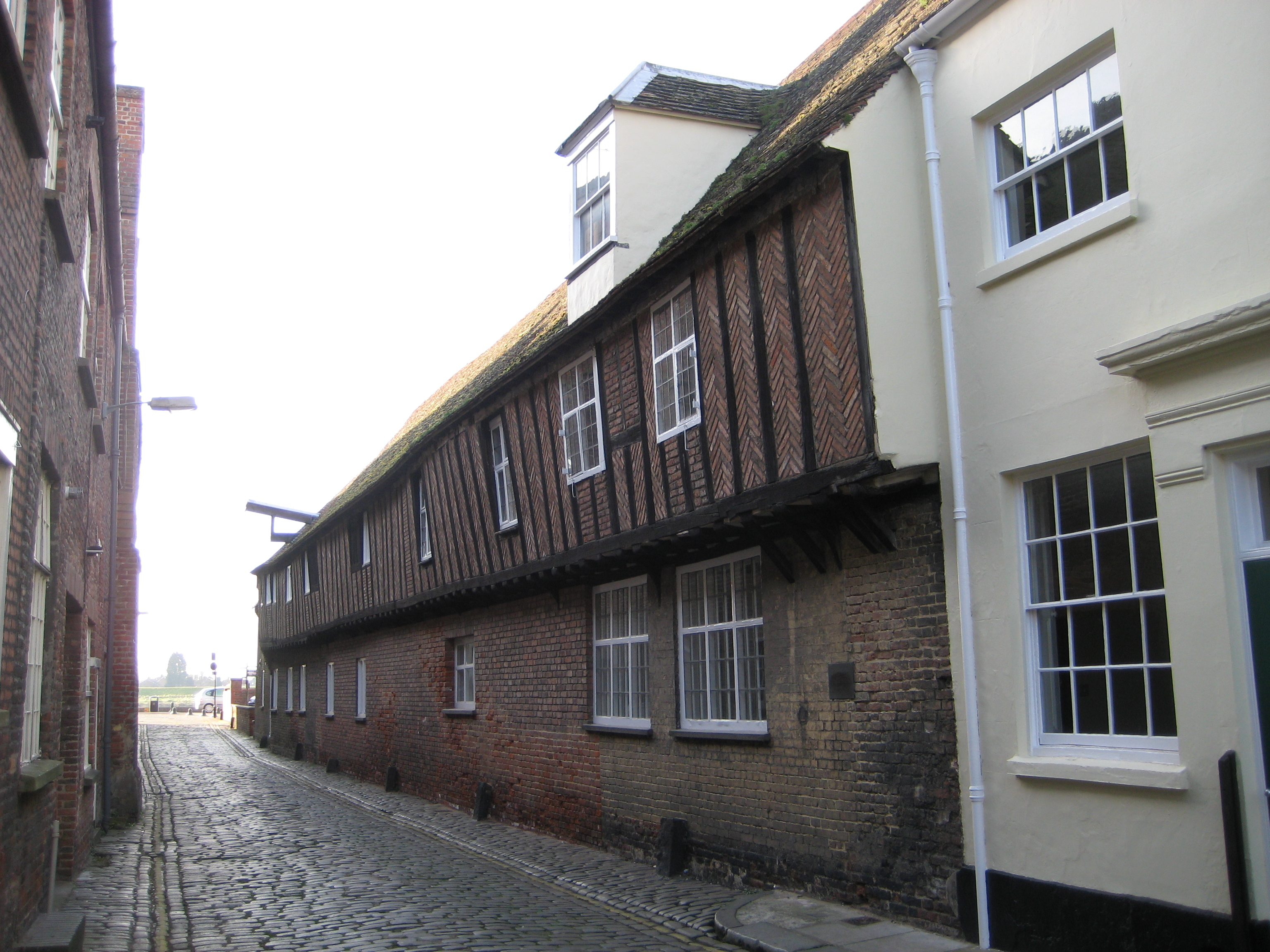
Viejo almacén de la Liga Hanseática en King's Lynn, Inglaterra.

Para asegurar las rutas comerciales y proteger las inversiones, se entrenaron pilotos marítimos y se erigieron faros. Un beneficio colateral para la Liga fue su dominio de la construcción naval, principalmente desde Lübeck y Danzig. La Hansa vendía sus barcos por toda Europa, llegando incluso al Mediterráneo e Italia.
Se lograron rutas comerciales exclusivas a un alto precio. Muchas ciudades restringían a los mercaderes hanseáticos a ciertas zonas de la ciudad, no pudiendo apenas negociar con la población local. Además muchos nobles, mercantes y gobernantes envidiaban el poder de la Liga. Por ejemplo, en Londres los gremios locales ejercían presión sobre el rey para convencerlo de anular los privilegios de la Liga Hanseática. La negativa de los alemanes a ofrecerles contrapartidas en sus mercados exacerbó la situación. Eduardo IV de Inglaterra confirmó los privilegios de la Liga en el Tratado de Utrecht gracias al apoyo financiero de los alemanes en la Guerra de las Dos Rosas al partido yorkista en que se apoyaba el rey.

## Principio del fin

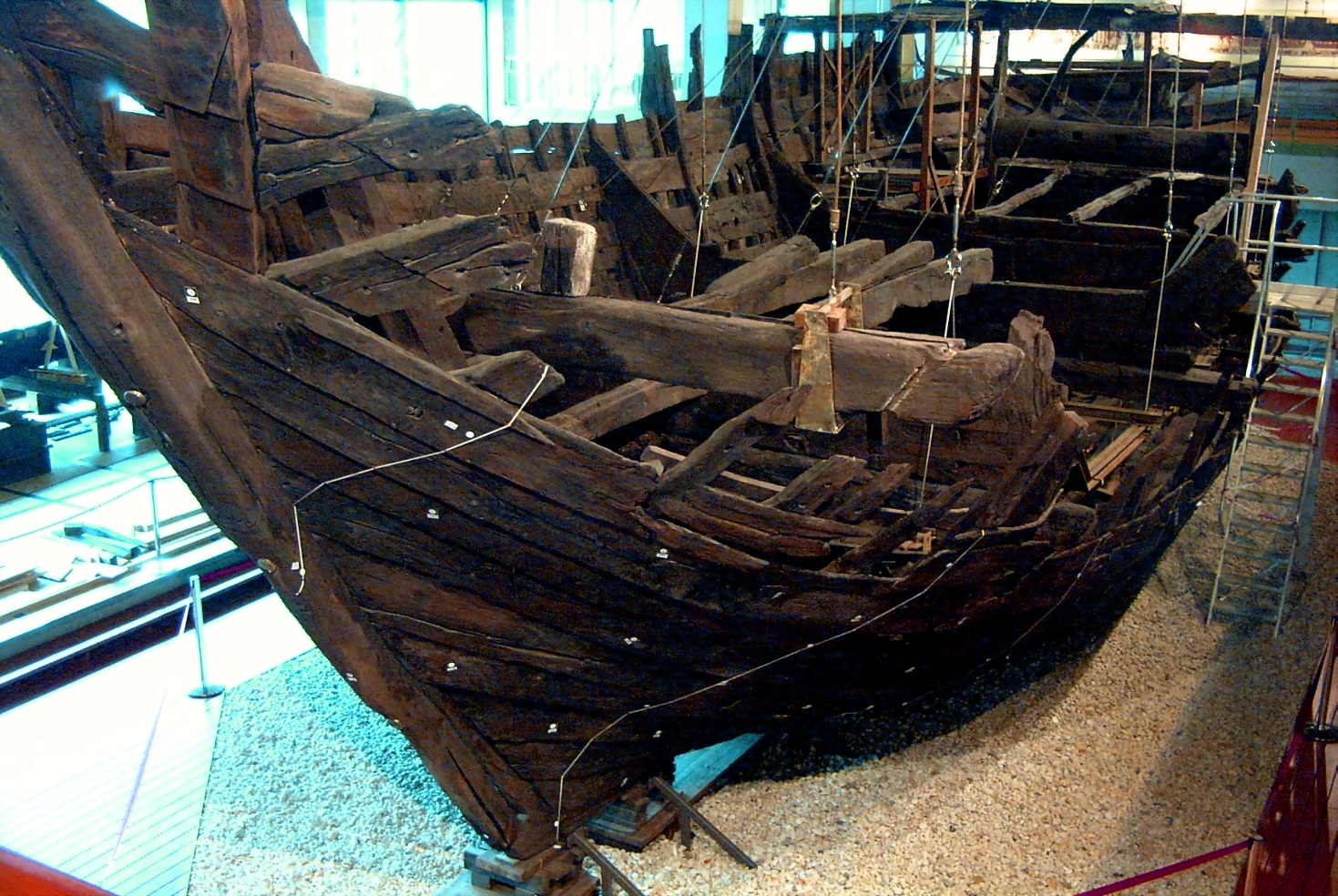
Coca hanseática fechada aproximadamente en el año 1380 y expuesta en el Museo de Bremerhaven.

La desintegración de la liga se inició a fines del siglo XV por la consolidación de Estados soberanos en Europa, el descubrimiento de América y el desarrollo del poderío marítimo neerlandés e inglés. La confrontación entre la Liga e Inglaterra ocasionó que en 1589 los ingleses capturaran 61 navíos hanseáticos. La guerra de los Treinta Años (1618) fue otro golpe a la organización. 
Hacia 1630, sólo Lübeck, Bremen y Hamburgo seguían integrando la Liga. Esta unión sobrevivió otros 300 años, durante los cuales las tres ciudades conservaron una independencia política nominal y la denominación de ciudades hanseáticas. Con el ascenso de Adolf Hitler al poder en Alemania, se eliminó el estatus privilegiado de Lübeck en 1934, pero Hamburgo y Bremen siguen teniendo el rango de Ciudad estado.

## Banderas de la Liga Hanseática

Königsberg
Wismar
Szczecin

Siglo XIII

Hamburgo
Riga
Lübeck

Siglo XIV

Bremen
Gdańsk
Elbląg
Rostock
Stralsund
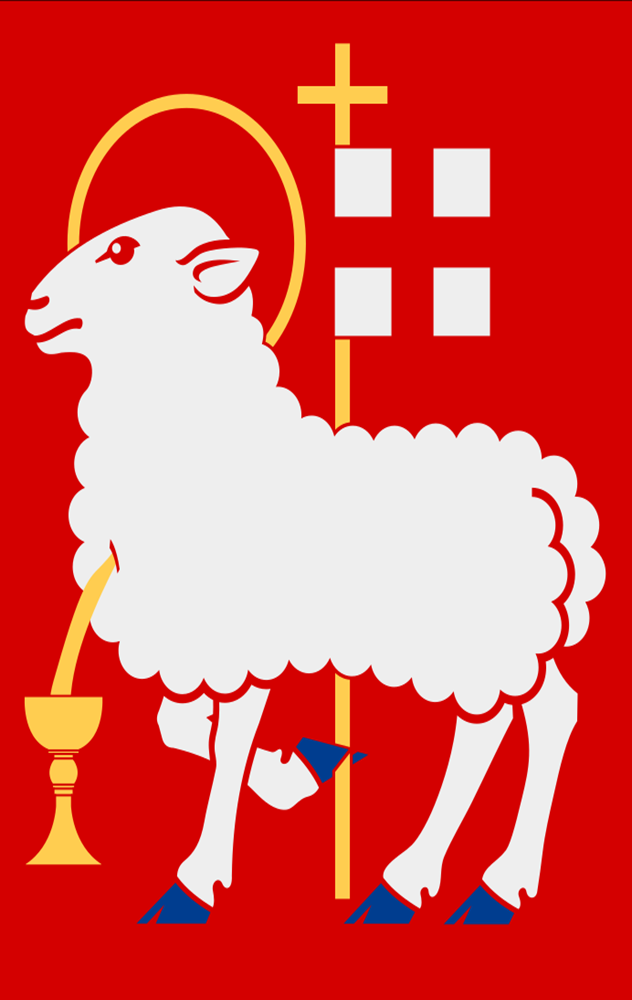
Visby

Siglo XV
- Königsberg
- Wismar
- Szczecin

## Nueva Hansa
Actualmente en la ciudad de Lübeck existe una organización que ha retomado el nombre de la Liga Hanseática. Su objetivo es «mantener vivo el espíritu de la Liga Hanseática». La organización constituye la federación voluntaria de ciudades más grandes del mundo, contribuyendo a la unificación económica, política, social y cultural de Europa. Las ciudades miembros están esparcidas por todo el continente, y realiza diferentes actividades, como el encuentro anual de su miembro de gobernanza, la Hansetag.
Después de la ampliación de la Unión Europea en mayo de 2004 hubo expertos que hablaron de una resurrección de la Liga Hanseática.

## En la cultura popular
- La serie de videojuegos Patrician está ambientada en la Liga Hanseática de los siglos XIV y XV.
- El equipo de fútbol de la ciudad de Rostock lleva por nombre FC Hansa Rostock, militando en la tercera división alemana. Su emblema es un barco.
- La saga literaria y de videojuegos Metro 2033 posee una facción que es conocida como "Hanza" debido a su similitud con las ciudades estado de la antigua Liga Hanseática.